# Life - Non oltrepassare il limite
Life - Non oltrepassare il limite (Life) è un film del 2017 diretto da Daniel Espinosa.
È un film di fantascienza in cui Jake Gyllenhaal, Rebecca Ferguson e Ryan Reynolds interpretano astronauti coinvolti in una missione di recupero nello spazio.

## Trama
L'equipaggio della Stazione Spaziale Internazionale riesce a recuperare con successo una sonda proveniente da Marte che era alla deriva nello spazio. Il team di astronauti, composto dal biologo Hugh Derry (paralizzato dalla vita in giù), l'ufficiale Miranda North, il comandante Ekaterina Golovkina, il tecnico Sho Murakami, l'ingegnere Rory Adams e il dottor David Jordan, è incaricato di studiare il campione recuperato dalla sonda per trovare possibili forme di vita extraterrestre.
Hugh analizza il terriccio marziano e scopre una cellula che rivela una forma di vita dormiente, che egli riesce a rianimare sottoponendola a un'atmosfera più adatta e aggiungendo del glucosio. Ne genera un organismo multicellulare che reagisce agli stimoli. Ogni cellula che compone l'organismo si comporta contemporaneamente come cellula muscolare, cellula nervosa e cellula oculare. L'organismo, battezzato «Calvin» da alcuni giovani telespettatori che li seguono dalla Terra, si evolve e cresce rapidamente. Tuttavia, a seguito di un guasto alla sua cella atmosferica del laboratorio, Calvin torna in uno stato dormiente, quindi Hugh tenta di rianimarlo con una leggera scossa elettrica. Calvin si risveglia, ma assume un comportamento ostile afferrando violentemente la mano del biologo e spezzandogliela sotto gli sguardi inorriditi degli altri componenti della squadra.
Calvin, dimostrando un'inaspettata intelligenza, si libera dalla propria cella di contenimento e uccide un topo – una cavia da laboratorio – assimilandolo e crescendo in dimensione. Rory riesce a tirare Hugh fuori dal laboratorio, ma purtroppo, durante l'operazione, Calvin gli si attacca alla gamba ed egli è costretto a restare quindi confinato nell'area del laboratorio di biologia, per evitare che l'alieno esca da lì. Rory decide di eliminare Calvin usando un piccolo inceneritore a fiamma, ma, poiché l'organismo si rivela ignifugo, esso non viene ucciso. Quando l'arma di Rory esaurisce il carburante necessario per generare la fiamma, Calvin assale l'ingegnere, gli entra in bocca e lo divora internamente, arrivando infine a ucciderlo. Fuoriuscito dal corpo di Rory, ormai esanime, la forma di vita aliena riesce a evadere dal laboratorio infilandosi in un condotto di un sistema anti-incendio d'emergenza.
Le comunicazioni con la Terra, a questo punto, si interrompono bruscamente. Quindi Ekaterina esegue una passeggiata spaziale per riparare l'antenna e scopre che Calvin ha consumato il liquido refrigerante del sistema di comunicazione dell'ISS come se fosse una fonte di nutrimento, impedendo in tale modo di comunicare con la base sulla terra. Ekaterina viene attaccata da Calvin mentre ancora fluttua all'esterno della stazione, con l'alieno uscito nello spazio attraverso una valvola di sfogo che poi viene richiusa. Calvin riesce a sopravvivere anche nello spazio esterno – anche se è in grado di farlo per poco tempo – dimostrandosi incredibilmente resistente anche alle basse temperature. Esso si aggrappa con forza alla gamba della donna, rompendo il sistema di raffreddamento della tuta spaziale, che inizia a riempirsi di liquido refrigerante. David si prepara a un'operazione di salvataggio e tenta di guidare Ekaterina fino alla camera stagna per riportarla all'interno, ma, nonostante tutti gli sforzi, la tuta di Ekaterina si riempie del liquido fino al casco e lei muore annegando, non prima di essersi data un'ultima spinta per allontanarsi dalla stazione verso lo spazio, sotto lo sguardo disperato e impotente del compagno che la stava seguendo.
Con la valvola dell'antenna sigillata da Ekaterina, Calvin tenta di rientrare nella stazione attraverso gli ugelli dei propulsori di correzione dell'orbita. I sopravvissuti si organizzano per attivare i propulsori orbitali alternativamente, azionando la spinta di quello in cui Calvin, di volta in volta, tenta d'infiltrarsi, al fine di impedirgli l'entrata. Ma quando Sho si rende conto che l'accensione dei propulsori sta avvicinando pericolosamente la stazione alla traiettoria di caduta nell'atmosfera terrestre, l'equipaggio è costretto a lasciare entrare l'alieno, altrimenti l'intera ISS andrebbe a schiantarsi sulla Terra con Calvin a bordo. Nel riportare la stazione nella sua corretta orbita, il pilota esaurisce il carburante che era rimasto in seguito alla missione precedente. Dopodiché, per fermare l'organismo, il team opta per la scelta di rinchiudersi in un modulo ed espellere l'aria da tutti gli altri settori della stazione, depressurizzandoli e riportando Calvin in uno stato dormiente.
Improvvisamente Hugh ha un arresto cardiaco e, durante le operazioni di rianimazione con il defibrillatore, Miranda si accorge che Calvin era riuscito a entrare nella sua tuta per alimentarsi del suo sangue e crescere ancora di più, diventando un grosso essere tentacolare. Nel panico che ne scaturisce Miranda, David e Sho scappano, ma quest'ultimo si separa dal gruppo e si rinchiude nella propria capsula della sezione riposo, di cui Calvin tenta di rompere il vetro. Miranda e David capiscono dai rilevatori di movimento comunicanti con il computer che Calvin ha ingoiato il trasmettitore di posizione di Hugh e decidono nuovamente di intrappolarlo in un modulo e di depressurizzarne l'ambiente per arrestare le funzioni vitali dell'alieno.
Nel frattempo, avendo intercettato un SOS di Ekaterina prima dell'interruzione delle comunicazioni, viene spedita dalla Terra una navicella Sojuz. David, inizialmente, crede che la missione spaziale della navicella sia riportarli sulla Terra; tuttavia Miranda gli fa una rivelazione scioccante: la navetta Sojuz non è lì per salvarli, ma per spingerli nello «spazio profondo», come già stabilito da un protocollo di quarantena organizzato dalla stessa Miranda. Però, sfortunatamente, la Sojuz attracca proprio al modulo della ISS dove è rinchiuso Calvin. Sho, credendo che siano arrivati i soccorsi, esce dalla sua capsula di riposo e tenta di raggiungere gli altri aprendo manualmente i portelloni, senza sapere che sta andando incontro all'alieno. In questo modo Calvin si libera e attacca sia Sho che la squadra della Sojuz, aprendo così una falla che provoca una fortissima depressurizzazione che uccide l'equipaggio della navicella di soccorso e manda la stessa Sojuz a schiantarsi violentemente contro la stazione.
Lo schianto della Sojuz danneggia gravemente diversi sistemi della stazione e, immediatamente, temperatura e livello di ossigeno iniziano a scendere. David e Miranda, gli unici sopravvissuti, scoprono inoltre che la stazione ha perso la sua orbita ottimale e, anziché dirigersi nello spazio profondo come prestabilito, è ora in rotta di caduta verso l'atmosfera terrestre; i due scienziati ora temono che Calvin possa sopravvivere allo schianto sulla terra e propagarsi su scala globale in tutto il mondo. Per impedire questa infausta possibilità, David pianifica di sacrificare la sua stessa vita, attirando Calvin (per mezzo di particolari torce luminose dette «candele a ossigeno») in una capsula di salvataggio – lanciabile all'esterno della stazione – per poi guidarla manualmente al fine di spingerla nello spazio profondo insieme a lui, mentre Miranda rientrerà sulla Terra in un'altra capsula, predisposta per tornare sul pianeta in modo totalmente automatico. David riesce a rinchiudersi nella capsula con Calvin, lanciandosi verso lo spazio con guida manuale, mentre Miranda parte con la sua capsula per rientrare sulla Terra. Tuttavia uno dei due mezzi di salvataggio viene colpito dai detriti della stazione spaziale in via di disfacimento e, subito dopo, Calvin afferra le mani di David per impedirgli di pilotare il suo guscio di salvataggio.
Nel finale si vede una delle due capsule caduta nelle acque della baia di Ha Long, nel nord del Vietnam, nei pressi di una barca su cui si trovano dei pescatori. I due uomini si avvicinano e guardano all'interno dell'oblò del portello principale: la capsula caduta sulla Terra è in realtà quella di David, ancora vivo ma avvolto in un bozzolo generato da Calvin, mentre la capsula di Miranda ha subito, a causa degli urti con i detriti spaziali della ISS, una deviazione nello spazio profondo. Nonostante David urli di non aprire il portello, i pescatori non lo capiscono e aprono mentre altre barche si avvicinano.

## Produzione
La lavorazione del film è iniziata il 19 luglio 2016 a Londra presso gli Shepperton Studios.

## Promozione
Il primo trailer del film è stato diffuso online da Sony Pictures il 30 ottobre 2016 e il 2 novembre è stato reso disponibile in lingua italiana.

## Distribuzione
La data di uscita nelle sale del film è stata il 23 marzo 2017 in Italia e il 24 marzo negli USA.

## Accoglienza
Il sito aggregatore di recensioni Rotten Tomatoes riporta che il 67% delle 237 recensioni professionali ha dato un giudizio positivo sul film, con un voto medio di 6 su 10; il commento del sito recita: "Life è semplicemente emozionante, ben recitato e sufficientemente filmato per superare l'incapacità generale di aggiungere nuove pieghe al genere intrappolato nello spazio". Su Metacritic il film detiene un punteggio del 54 su 100, basato su 44 recensioni.